# Haqqin.az
Haqqin.az — азербайджанское русскоязычное интернет-СМИ, основанное в 2011 году и возглавляемое Эйнуллой Фатуллаевым.

## История
Издание основано в 2011 году журналистом Эйнуллой Фатуллаевым, который провёл 4 года в тюрьме за критику властей Азербайджана, вскоре после его выхода на свободу.
По данным информационного агентства «Туран», в 2016 году бо́льшая часть сотрудников издания была уволена в связи с изменением формата издания — переходом от публикации аналитических материалов к публикации новостей и перепечатке материалов провластных изданий.
В марте 2022 года сайт был заблокирован в России в связи с его освещением вторжения России в Украину. В марте 2023 года сайт был разблокирован.

## Описание
Сайт публикует информацию по вопросам прав человека, освещает события в Азербайджане и других странах, выпускает интервью, мнения экспертов и публикации в формате «вопрос-ответ».
По мнению журналиста Джошуа Кучеры, издание используется азербайджанскими властями для критики своих оппонентов: западных либеральных критиков Азербайджана, азербайджанской оппозиции, а также правительственных чиновников, находящихся в опале.
На сайте используются неформальный стиль: имеются заголовки «хорошие новости» и «плохие новости», ОДКБ обозначается как «путинское НАТО». Фатуллаев утверждает, что ведёт сайт как творец, а не как ремесленник.
По состоянию на март 2017 года являлся 16-м самым посещаемым сайтом Азербайджана, по состоянию на январь 2024 года — 13-м.
9 января 2025 года журналист издания Эльмир Алиев признан лучшим спортивным журналистом 2024 года  Министерством молодёжи и спорта Азербайджана.